# Lock and Dam No. 16
Lock and Dam No. 16 (Schleuse und Staustufe Nr. 16) ist eines von 29 Stauwerken, die die Schifffahrt am oberen Mississippi ermöglichen. Das zwischen 1933 und 1937 vom United States Army Corps of Engineers errichtete kombinierte Bauwerk befindet sich in Muscatine im Muscatine County, Iowa. Auf dem gegenüberliegenden rechten Flussufer liegt das Rock Island County in Illinois. Im Jahr 2004 wurde der Lock and Dam No. 16 als Historic District in das National Register of Historic Places aufgenommen.

## Staustufe
Zur Staustufe gehören ein Steindamm auf der Illinois-Seite und ein 400,80 m langer regelbarer Teil, der aus einem 15-teiligen Segmentwehr und vier Stauwalzen besteht.
Die Stauhöhe beträgt 9 Fuß (2,70 m). Der Zweck des Wehres ist nicht der Hochwasserschutz, sondern das Aufstauen des Mississippi für die Schifffahrt.

## Schleuse
Die Schleuse ist 182,9 m lang und 33,5 m breit.